# 新埔交流道
24°32′34″N 120°42′05″E / 24.542732°N 120.701449°E
新埔交流道位於臺灣苗栗縣通霄鎮新埔（並非新竹縣新埔鎮），為臺灣台61線指標115公里的交流道，可由新埔聯絡道銜接台1線，另也可銜接鄉道苗31-1線前往內湖島。於2018年6月2日開放通車。
新埔交流道聯絡道往台1線的方向面臨大海，因其地形關係，聯絡道兩端海拔差距較大，白天可以拍海景，傍晚時可拍夕陽，絕佳的景觀立刻成了攝影愛好者口耳相傳的攝影「新秘境」，許多時段都可看見有人在拍照。
|  | 115 新埔 |  | 新埔 |

## 外部連結
- 台61線新埔交流道示意圖 （页面存档备份，存于）（交通部公路總局）